# بليلة مصرية
بليلة مصرية أو بليلة باللبن أو بليلة القمح هي حلوى مصرية تصنع من القمح، السكر، الحليب، المكسرات وجوز الهند. وفي بعض الأحيان يضاف الأرز، الشوفان أو الكنافة.